# Brama Śląskiego Ogrodu Zoologicznego w Chorzowie

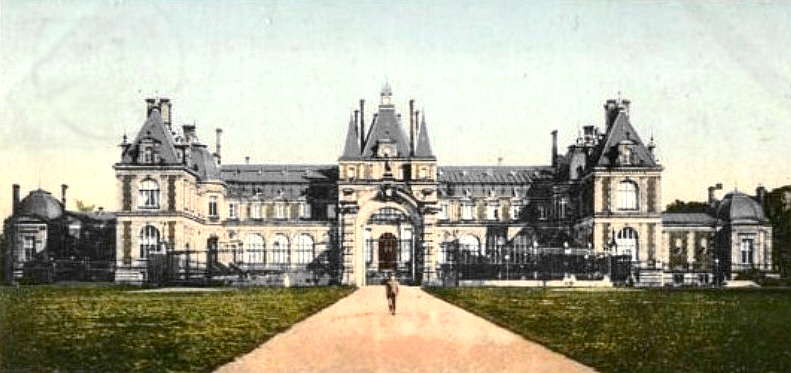
Brama przed pałacem w Świerklańcu

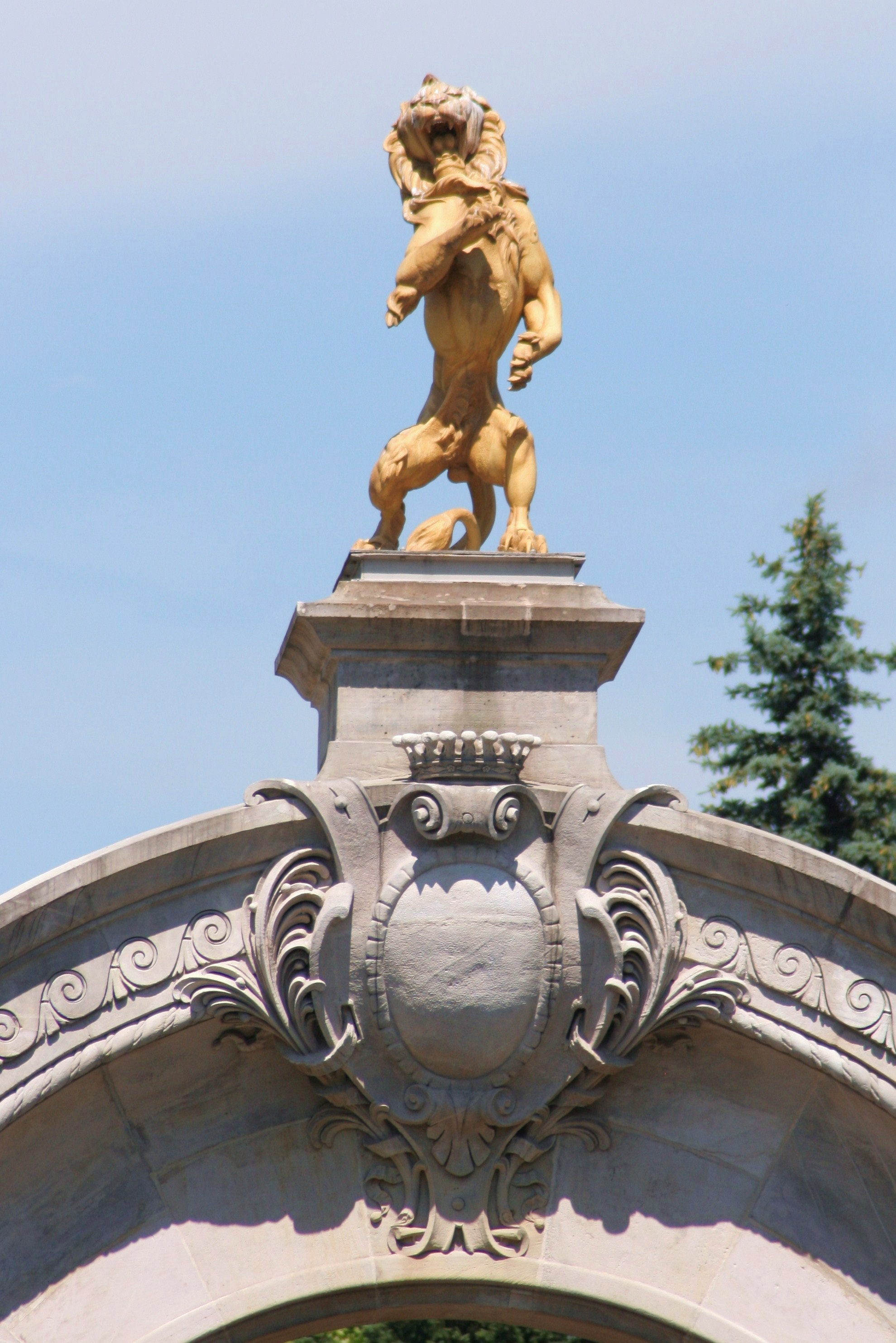
Lew w zwieńczeniu bramy po pracach konserwatorskich

Brama Śląskiego Ogrodu Zoologicznego w Chorzowie – brama stanowiąca główne wejście na teren Śląskiego Ogrodu Zoologicznego, przeniesiona z zespołu pałacowo-parkowego w Świerklańcu. Jest jednym z nielicznych zachowanych reliktów ze świerklanieckiego założenia von Donnersmarcków.
W roku 1992 kamienna brama wpisana została do rejestru zabytków ruchomych województwa katowickiego. W roku 2012 wpis rozszerzono o metalowe ogrodzenie: bramy, furty i przęsła.

## Historia
Brama stanowiła część założenia pałacowo-parkowego hrabiego Guido Henckel von Donnersmarcka, w Świerklańcu. Pałac został zniszczony, splądrowany i spalony w 1945 roku, a wśród ocalałych elementów znajdowała się brama.
W latach 50. XX wieku brama została przeniesiona do Wojewódzkiego Parku Kultury i Wypoczynku w Chorzowie (obecnie Park Śląski).
Przy przenosinach bramy i jej montażu w parku pojawiły się trudności. Wykonany pod bramę fundament przewidywał postawienie na nim obiektu o masie ok. 40 ton, po rozebraniu okazało się, że waży ona znacznie więcej – ok. 450 ton. Złe obliczenia wynikały z braku dokładnej inwentaryzacji obiektu. Brama przenoszona była bez wykonania wcześniejszej dokumentacji konserwatorskiej i oznakowania poszczególnych elementów, co spowodowało problemy z montażem na nowym miejscu. Przy stawianiu bramy zmieniono również jej układ w stosunku do ogrodzenia. Oryginalnie ogrodzenie odchodziło od wejścia po obu stronach łukowo do tyłu, obecnie zakręca do przodu, w kierunku alei Żyrafy.

## Ustalenia konserwatorskie
W 2010 roku Śląski Ogród Zoologiczny zwrócił się do Śląskiego Wojewódzkiego Konserwatora Zabytków o rozszerzenie wpisu do rejestru zabytków o metalowe elementy bramy. Na skutek wniosku, dr Elżbieta Nosek przeprowadziła badania mające na celu ustalenie, czy wraz z bramą przeniesiono ze Świerklańca jej metalowe elementy. Badania wykazały, że fragmenty ogrodzenia wykonane zostały pod koniec XIX wieku z tzw. żelaza pudlarskiego, co potwierdziło autentyczność metalowych elementów ogrodzenia.

## Konserwacja bramy
W 2013 roku zakończyły się prace konserwatorskie bramy i ogrodzenia. W trakcie prac usunięto grubą warstwę zanieczyszczeń i zabrudzeń z elementów kamiennych. Następnie usunięto cementowe spoiny. Kolejnymi etapami były dezynfekcja, wzmocnienie struktury piaskowca, uzupełnienie ubytków i impregnacja. Żeliwny lew w zwieńczeniu bramy został oczyszczony, a jego brakującą łapę dorobiono z żywicy poliestrowej. Na koniec wykonano scalenie kolorystyczne oraz odtworzono kolorystykę lwa na podstawie śladów farby znalezionych w jego paszczy.